# Molophilus kokodanus
Molophilus kokodanus là một loài ruồi trong họ Limoniidae. Chúng phân bố ở miền Australasia.